# Силвер-Сити (остров Рождества)
Си́лвер-Си́ти (англ. Silver City) — населённый пункт на острове Рождества, принадлежащем Австралии, находится неподалёку от столицы, Флайинг-Фиш-Ков. По этническому составу населения его жителями являются китайцы и европейцы с некоторой примесью малайцев. Населённый пункт был построен в 1970-е годы. Застроен домами из алюминия и других металлов, которые, как предполагалось, смогут выдерживать циклоны.